# Mecodema laterale
Mecodema laterale es una especie de escarabajo del género Mecodema, familia Carabidae. Fue descrita científicamente por Broun en 1917.
Esta especie se encuentra en Nueva Zelanda.